# Proteină membranară integrală

Structura unei proteine integrale:
E, spațiu extracelular; P, membrană plasmatică; I, spațiu intracelular

O proteină membranară integrală sau intrinsecă (PMI) este un tip de proteină membranară care este atașată permanent de o membrană biologică. Toate proteinele transmembranare sunt PMI, dar nu toate PMI sunt proteine transmembranare. Acestea cuprind o fracțiune semnificativă a proteinelor codificate în genomul unui organism. Proteinele care traversează membrana sunt înconjurate de lipide inelare, care sunt definite ca fiind lipidele care sunt în contact direct cu o proteină membranară. Astfel de proteine pot fi separate de membrane doar prin utilizarea de detergenți, solvenți nepolari sau, uneori, agenți denaturanți.